# Ornitisquis
Els ornitisquis (Ornithischia) és un ordre de dinosaures herbívors amb bec. El nom Ornithischia deriva del grec ornitheos (ορνιθειος) que significa 'd'ocell' i ischion (ισχιον) que significa 'articulació pelviana'. Són coneguts com a dinosaures amb pelvis d'ocell per la seva estructura similar a la pelvis aviana, tot i així els ocells actuals descendeixen dels dinosaures amb pelvis de llangardaix (els saurisquis).

## Taxonomia
Rangs Linneans segons Benton (2004),
- Ordre Ornithischia
  - Gènere Eocursor
  - Gènere Pisanosaurus
  - Família Fabrosauridae
  - Família Heterodontosauridae
  - Família Lesothosauridae
  - Subordre Thyreophora - (dinosaures armats)
    - Família Scelidosauridae
    - Infraordre Stegosauria
    - Infraordre Ankylosauria

  - Subordre Cerapoda
    - Infraordre Ornithopoda
      - Família Hypsilophodontidae*
      - Família Hadrosauridae - (dinosaures amb bec d'ànec)

  - Subordre Marginocephalia
    - Infraordre Pachycephalosauria
    - Infraordre Ceratopsia - (dinosaures banyuts)